# François de Hérain
François Dehérain dit François de Hérain, né le 10 novembre 1877 à Paris, ville où il est mort le 29 mai 1962, est un peintre, sculpteur et graveur français.

## Biographie
Fils de l'agronome Pierre-Paul Dehérain, François de Hérain naît le 10 novembre 1877 dans le 9e arrondissement de Paris. Il expose à la Rétrospective du Salon des indépendants de 1926 les toiles Le Vieux cabot, Le Berger Pailloux, Deffaud le borgne, Breton en prières et Véranette fait un conte puis au Salon d'automne de 1928, Juif du Mellah (Fez) et Le Cimetière des Princesses (Alger).
On lui doit de nombreuses toiles sur l'Algérie française et le Maroc. En 1961, il remporte le prix Charles Blanc de l'Académie française.
Il épouse Alphonsine Berthe Eugénie Hardon en 1903 avec qui il a un fils, Pierre de Hérain, mais divorce en 1914. Celle-ci se marie alors à Philippe Pétain, qui l'avait demandée en mariage en 1901 et dont elle est l'amante depuis la séparation avec Hérain. Celui-ci se remarie en 1918 avec Jenny Philippoteaux (1892-1991), fille du maire de Sedan, Auguste Philippoteaux.
François de Hérain meurt le 29 mai 1962 en son domicile dans le 9e arrondissement de Paris et est inhumé au Cimetière du Père-Lachaise (65e division).

## Hommage
Une place des Baux-de-Provence porte son nom.

## Distinctions
François de Hérain est nommé chevalier de l'ordre national de la Légion d'honneur par décret du 21 octobre 1932 et promu officier du même ordre par décret du 24 août 1955.